# Carlos González Serna
Carlos González Serna (Elx, 10 de març de 1965) és un polític valencià, alcalde d'Elx de 2015 a 2023, portaveu municipal del PSPV-PSOE a l'ajuntament d'Elx de 1994 a 2004 i diputat al Congrés dels Diputats per Alacant en la VIII i IX legislatures.

## Carrera política
Llicenciat en dret per la UNED, membre d'Amnistia Internacional i advocat de professió. Va ingressar en el PSPV-PSOE en 1986. En 1995, amb l'arribada de Diego Maciá a l'alcaldia d'Elx es va convertir en tinent d'alcalde, regidor de Tràfic i portaveu municipal del Grup Municipal Socialista a l'ajuntament il·licità. Era membre de la Comissió Executiva Local del PSOE a Elx des de l'any anterior. A les eleccions generals de 2004 va ser elegit diputat per les llistes del PSPV-PSOE per Alacant. Va ser reelegit en les eleccions generals de 2008, i va deixar el Congrés dels Diputats en 2011.
En setembre de 2014, després d'un temps allunyat de la política activa, i dedicat a l'exercici professional de l'advocacia, va decidir presentar-se a les eleccions primàries del PSPV-PSOE per escollit al candidat socialista a l'alcaldia d'Elx. Les primàries es van celebrar el 19 d'octubre de 2014. Carlos González, que havia sumat el suport d'última hora d'un dels candidats, José Pérez, es va proclamar guanyador, obtenint el 48'87% dels vots, enfront del 30'32% de Ramón Abad i el 20'32% de María Dolores Asencio.
Després de les eleccions municipals de 2015, i malgrat perdre per un regidor davant del Partit Popular (PP) es va convertir en l'alcalde il·licità després d'aconseguir el suport de Compromís, amb 4 regidors, i d'Il·licitans per Elx, amb 2. Va renova l'alcaldia a les eleccions de 2019 aquesta vegada amb millors resultats però va seguir necessitant el suport de Compromís.
A les eleccions de 2023 va tornar a encapçalar la candidatura socialista que tot i ser la més votada, no aconseguí retindre l'alcaldia pel pacte entre el PP i Vox pel que Pablo Ruz va ser envestit alcalde i González Serna cap de l'oposició.